# 紹斯蓋特 (密歇根州)
紹斯蓋特（英語：Southgate）是一個位於美國密歇根州韋恩縣的城市。

## 人口
根據2020年美國人口普查的數據，紹斯蓋特的面積為17.81平方千米，當中陸地面積為17.81平方千米，而水域面積為0.00平方千米。當地共有人口30014人，而人口密度為每平方千米1,685人。